# Batalha de Poitiers (1356)
A Batalha de Poitiers foi um confronto travado em 19 de setembro de 1356 durante a Guerra dos Cem Anos entre um exército francês comandado pelo rei João II e uma força anglo-gascã comandada por Eduardo de Woodstock, Príncipe de Gales. A batalha ocorreu a aproximadamente oito quilômetros ao sul de Poitiers, no oeste da França, quando entre catorze e dezesseis mil franceses atacaram uma posição defensiva mantida por seis mil anglo-gascões. 
Eduardo, filho e herdeiro do rei Eduardo III da Inglaterra, partiu em uma grande campanha no sudoeste da França dezenove anos depois do início da guerra. Seu exército marchou de Bergerac até o rio Loire, mas não foi capaz de atravessá-lo. João reuniu um exército grande e foi atrás das forças de Eduardo. Os anglo-gascões estabeleceram uma forte posição defensiva próxima de Poitiers, sendo atacados pelos franceses depois de negociações infrutíferas.
O primeiro ataque incluiu duas unidades de cavalaria, uma grande força de besteiros e também muitos soldados de infantaria e homens de armas desmontados. Estes foram rechaçados pelos anglo-gascões, que lutaram todos desmontados. Seguiu-se um segundo ataque por quatro mil homens de armas a pé liderados por Carlos, Delfim de Viennois e filho de João. Este também foi rechaçado após uma luta prolongada. Confusão se espalhou entre os franceses enquanto a divisão de Carlos recuava e por volta de metade dos homens na terceira divisão sob Filipe, Duque de Orleães foram embora, levando os quatro filhos de João. Alguns que não fugiram realizaram um pífio terceiro ataque. Os franceses restantes se reuniram ao redor do rei e iniciaram um quarto ataque, novamente todos como infantaria. Eles lentamente ganharam a vantagem, mas uma pequena força montada de 160 anglo-gascões apareceu na retaguarda francesa. Alguns franceses fugiram achando que estavam cercados, o que deixou outros em pânico, e logo toda a força ruiu.
João foi capturado, assim como um dos seus filhos e entre dois e três mil homens de armas. Aproximadamente 2,5 mil homens de armas franceses foram mortos. Além disso, 1,5 ou 3,8 mil soldados de infantaria foram mortos ou capturados. Os franceses sobreviventes dispersaram, enquanto os anglo-gascões continuaram seu recuo em direção da Gasconha. Uma trégua de dois anos foi concordada na primavera seguinte e Eduardo escoltou João para Londres. Revoltas populistas estouraram pela França. Negociações para o fim da guerra e o resgate de João se arrastaram, fazendo Eduardo lançar outra campanha em 1359 em resposta. Os dois lados chegaram a um meio-termo no Tratado de Brétigny de 1360, em que uma enorme parte da França foi cedida à Inglaterra e o resgate de João foi estabelecido em três milhões de escudos de ouro. Na época isto pareceu dar fim à guerra, mas os franceses retomaram as hostilidades em 1369 e recapturaram boa parte do território perdido. A guerra só foi terminar em 1453 com uma vitória francesa.

## Antecedentes
Monarcas ingleses desde a conquista normanda em 1066 mantiveram títulos e terras na França, fazendo-os vassalos dos reis da França. A única significativa possessão inglesa na França no primeiro quarto do século XIV era a Gasconha no sudoeste. Entretanto, esta era desproporcionalmente importante: impostos cobrados sobre o vinho de Bordeaux, a capital da Gasconha, totalizava mais do que todos os outros impostos aduaneiros ingleses combinados e era de longe a maior fonte de renda do estado. Bordeaux tinha uma população de mais de cinquenta mil homens, maior do que a capital inglesa Londres, sendo possivelmente mais rica. Houve vários desentendimentos entre o rei Filipe VI da França e o rei Eduardo III da Inglaterra, fazendo com que o Conselho do Rei francês concordasse em 24 de maio de 1337 que todas as terras de Eduardo na França deveriam ser passadas para Filipe sob o argumento de que Eduardo estava quebrando suas obrigações de vassalo. Foi o estopim da Guerra dos Cem Anos, que durou 116 anos.

A França em 1328, com apenas a Gasconha sob o controle inglês

Eduardo conseguiu poupar apenas poucos recursos para a defesa da Gasconha, apesar desta ser a causa da guerra. Os gascões precisaram contar apenas com seus próprios recursos durante a maioria das temporadas de campanha e foram muito pressionados pelos franceses. Os gascões normalmente podiam formar forças de por volta de três a seis mil homens, a maioria dos quais de infantaria, porém aproximadamente dois terços precisavam ficar nas guarnições de fortificações importantes. Henrique de Grosmont, Conde de Lencastre, liderou várias campanhas algo-gascãs bem sucedidas na Aquitânia e foi capaz de tirar o foco da guerra para longe da Gasconha.
O porto francês de Calais foi conquistado pelos ingleses em agosto de 1347 durante a Campanha de Crécy. Logo em seguida foi assinada a Trégua de Calais, parcialmente resultado dos dois países estarem esgotados financeiramente.  Neste mesmo ano a Peste Negra chegou no norte da França e sul da Inglaterra, com estimativas dizendo que aproximadamente um terço da população da Europa ocidental foi morta; a taxa de mortalidade no sul da Inglaterra foi de mais de quarenta por cento. Esta catástrofe durou até 1350 e temporariamente paralisou a guerra. A trégua foi ampliada repetidas vezes no decorrer dos anos, mas isto não parou confrontos navais os lutas em menor escala, que eram especialmente ferozes no sudoeste da França; também não parou confrontos em maior escala ocasionais.
Um tratado para encerrar a guerra foi negociado em Guînes e assinado em 6 de abril de 1354. Entretanto, a composição do círculo próximo do rei João II da França, sucessor de Filipe, mudou assim como os sentimentos em relação aos termos do tratado. João decidiu não ratificá-lo e ficou claro no verão de 1355 que os dois lados estavam comprometidos com uma guerra em escala total. Eduardo e seu conselho, tendo suas finanças em uma posição incomumente favorável, decidiram em abril de 1355 lançar ofensivas naquele mesmo ano no norte da França e na Gasconha. João tentou reforçar as guarnições nas suas cidades e fortificações do norte contra a esperada ofensiva inglesa, mas não conseguiu por principalmente estar sem dinheiro.

### Chegada de Eduardo

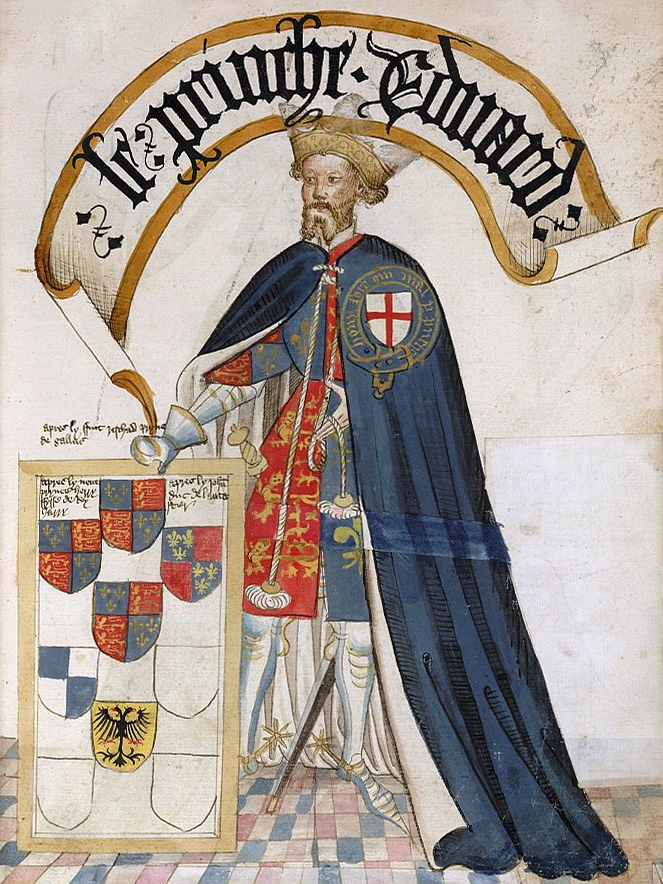
Miniatura de Eduardo de Woodstock c. 1440–1450

Eduardo de Woodstock, Príncipe de Gales e o filho mais velho e herdeiro de Eduardo III, posteriormente alcunhado de o Príncipe Negro, recebeu 1355 o comando da Gasconha, começando a reunir homens, navios e suprimentos. Ele chegou em Bordeaux em 20 de setembro acompanhado de aproximadamente 2,2 mil soldados ingleses. No dia seguinte foi formalmente reconhecido por oficiais e dignitários gascões como o representante oficial do rei na Gasconha com poderes plenipotenciários. Nobres gascões o reforçaram com uma força de por volta de cinco a seis mil homens, também lhe proporcionando um comboio de ligação e um considerável comboio de suprimentos.
Eduardo partiu em 5 de outubro em um chevauchée, que era um tipo de incursão de cavalaria em grande escala. A força anglo-gascã marchou de Bordeaux para Narbona, 480 quilômetros de distância, quase no litoral do Mar Mediterrâneo e bem no meio do território francês, retornando então para Gasconha. Eles devastaram enormes extensões de território francês e saquearam muitas cidades no caminho. João I, Conde de Armagnac e o comandante das forças francesas locais, evitou uma batalha e assim houve poucos confrontos. Território algum foi capturado, mas danos econômicos enormes foram infligidos; o historiador Clifford J. Rogers concluiu que "dificilmente pode se exagerar a importância do aspecto do desgaste econômico do chevauchée". A expedição voltou para a Gasconha em 2 de dezembro depois de terem percorrido 1,1 mil quilômetros.

### 1356

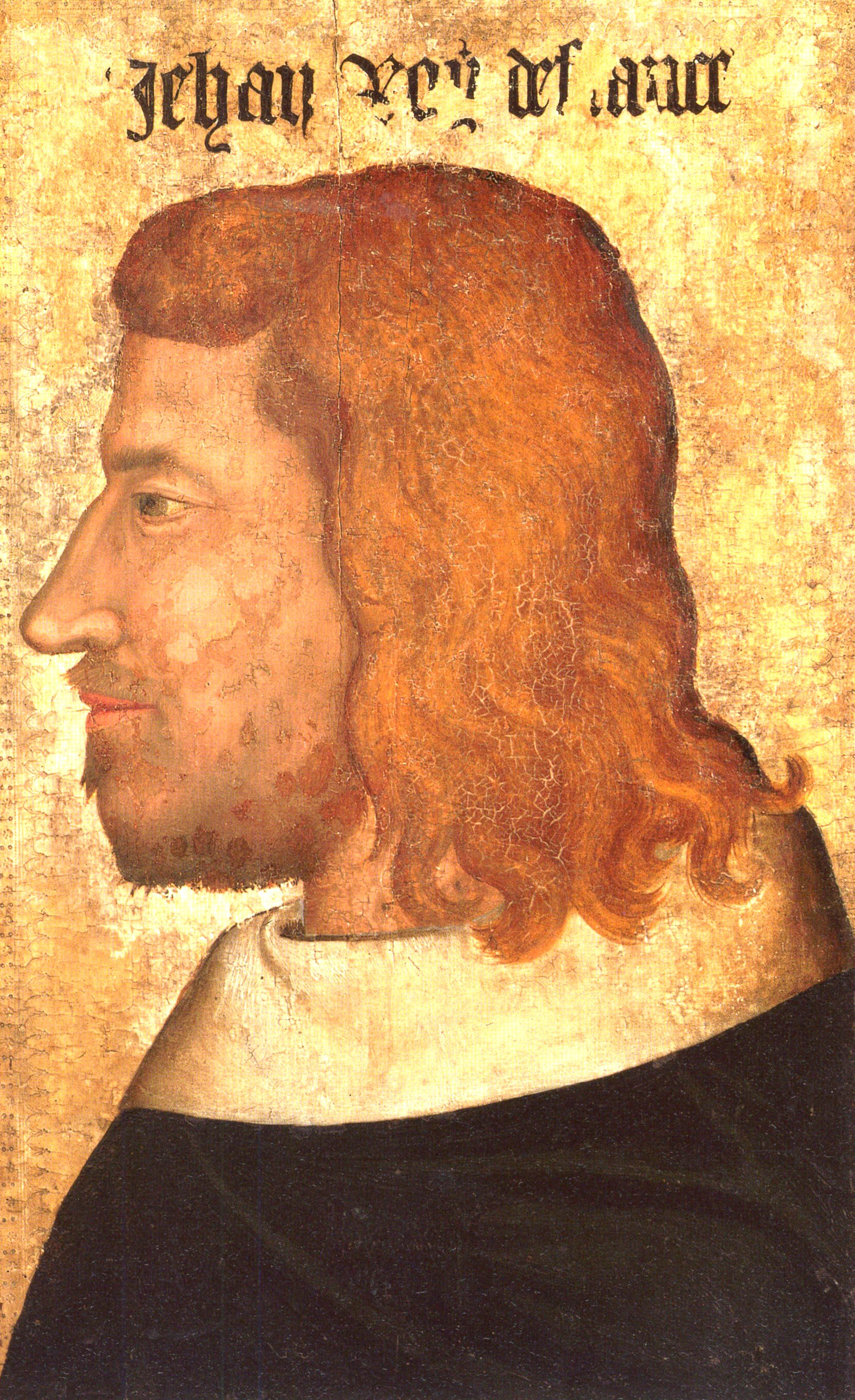
Pintura contemporânea de João c. 1350–1375

As tropas inglesas retomaram a ofensiva após o Natal, obtendo grande sucesso. Mais de cinquenta cidades ou fortificações francesas foram capturadas nos quatro meses seguintes, incluindo cidades estrategicamente importantes próximas da fronteira com a Gasconha, enquanto outras ficavam a 130 quilômetros de distância. Comandantes franceses locais não tentaram impedir. Vários membros da nobreza francesa local mudaram de lealdade para os ingleses, com Eduardo recebendo suas homenagens em 24 de abril de 1356.
Dinheiro e entusiasmo pela guerra estavam baixíssimos na França. O historiador Jonathan Sumption descreveu a administração francesa como "caindo aos pedaços em acrimônia ciumenta e recriminação". Um crônico contemporâneo registrou que "o Rei da França era muito odiado em seu próprio reino". A cidade de Arras se revoltou e matou lealistas. Nobres importantes da Normandia se recusaram a pagarem impostos. João prendeu em 5 de abril o notoriamente traiçoeiro rei Carlos II de Navarra, um dos maiores proprietários de terra na Normandia, mais nove de seus críticos mais conhecidos; quatro foram sumariamente executados. Outros nobres normandos se voltaram a Eduardo em busca de auxílio.
Eduardo III, enxergando uma oportunidade, desviou uma planejada expedição para a Bretanha no final de junho para a Normandia. Lencastre partiu com 2,3 mil homens, pilhando e queimando seu caminho pela Normandia rumo leste. João foi para Ruão com uma força maior para interceptar os ingleses. Estes resgataram e reabasteceram as fortificações cercadas de Breteuil e Pont-Audemer, então atacaram e saquearam Verneuil. João os perseguiu, mas estragou várias oportunidades para forçar uma batalha e os ingleses escaparam. A expedição, em três semanas, sofreu poucas baixas, tomou muita pilhagem, incluindo cavalos, forjou novas alianças e danificou a economia e prestígio franceses. O rei voltou para Bretuil e reestabeleceu o cerco, se distraindo das preparações inglesas para uma nova chevauchée no sudoeste da França.

## Prelúdio

### Manobras

Mapa mostrando as rotas dos exércitos anglo-gascão e francês em 1356

Uma força combinada de seis mil gascões e ingleses deixaram Bergerac em 4 de agosto de 1356 em direção ao norte. Juntos estavam aproximadamente quatro mil não combatentes. Todos os combatentes estavam montados, incluindo aqueles que sempre lutariam em pé, como os arqueiros. O exército anglo-gascão se separou em 14 de agosto em três divisões que continuaram a marchar para o norte uma ao lado da outra, sistematicamente devastando por onde passavam. As unidades dos flancos estavam a 64 quilômetros uma da outra, permitindo que devastassem uma faixa de oitenta quilômetros de largura, mas ainda assim capazes de enfrentarem um inimigo dentro de um dia. Avançaram lentamente para facilitar suas tarefas de saque e destruição. O historiador David Green descreveu o progresso do exército de Eduardo como "deliberadamente destrutivo, extremamente brutal ... metódico e sofisticado". Vários castelos foram atacados e capturados. A população em sua maior parte fugiu ou se rendeu assim que as tropas anglo-gascãs eram avistadas. Houve novamente pouca resistência. Caso um exército de campo francês estivesse na área, as forças anglo-gascãs só precisariam ficar relativamente próximas umas das outras, prontas para darem apoio caso uma fosse atacada. A ausência de qualquer força do tipo permitiu que as formações do príncipe se dispersassem bastante a fim de maximizar seu efeito destrutivo pelo interior francês.
O principal exército francês permaneceu na Normandia. João, mesmo depois de claro que Bretuil não poderia ser invadida nem morta de fome, achou que não poderia abandonar o cerco já que isto minaria seu prestígio como um rei guerreiro. Ele recusou declarou que a guarnição em Bretuil representava uma ameaça maior. Uma torre de cerco móvel incomumente grande foi empurrada até as muralhas de Bretuil em algum momento de agosto e um ataque total foi lançado. Os defensores incendiaram a torre e rechaçaram o ataque. Sumption descreveu as perdas francesas como "terríveis" e todo o segundo cerco como "uma empreitada sem sentido". O historiador Kenneth Fowler descreveu o cerco como "magnífico, mas arcaico". João por fim precisou ceder diante da pressão de fazer algo sobre a destruição que estava ocorrendo no sudoeste da França. Por volta de 20 de agosto ele ofereceu passagem livre para a guarnição de Bretuil, um enorme suborno e permissão para que levassem consigo bens valiosos, o que os persuadiu a abandonar a cidade. O exército francês imediatamente marchou para o sul, com todas as forças disponíveis sendo concentradas contra Eduardo.
Eduardo soube em 28 de agosto que João estava marchando para Tours e preparado para dar batalha, assim ele aproximou suas três divisões e ordenou que seguissem para Tours. O príncipe estava disposto a travar uma batalha campal, mas apenas se pudesse fazer isso sob as circunstâncias certas. Ele ainda tinha esperanças de atravessar o rio Loire, tanto para poder ter um maior controle sobre o exército francês quanto para se conectar com o exército de seu pai ou de Lencastre, caso estivessem na área. O exército francês de Breteuil tinha ido para Chartres, onde recebeu reforços, especialmente de homens de armas. João enviou para casa quase todos os seus contingentes de infantaria, o que reduziu os custos franceses e lhe deixou com uma força totalmente montada que tinha a mobilidade e velocidade para se igualar ao exército todo montado de Eduardo. Duzentos homens de armas escoceses sob Guilherme Douglas, Senhor de Douglas, se juntaram ao rei em Chartres. João partiu para o sul em direção ao Loire quando achou que tinha uma força esmagadoramente forte, depois seguiu rumo sudoeste pela margem norte do rio. O exército do príncipe chegou em Tours na manhã de 8 de setembro, recebendo as notícias de que Lencastre estava não muito longe ao leste, do outro lado do Loire. Os anglo-gascões se prepararam para batalha e esperavam a chegada iminente do exército francês. Entretanto, João atravessou o rio em 10 de setembro em Blois, ao leste de Tours, onde se juntou ao exército de seu filho, João, Conde de Poitiers.
Enquanto isso, uma frota de Aragão, que tinha deixado Barcelona em abril, chegou no Canal da Mancha no início de agosto. Ela tinha sido contratada pelos franceses e era formada por apenas nove galés, mas mesmo assim causou pânico nos ingleses. As tentativas de Eduardo III de formar um exército para enviar à França ainda estavam em andamento e navios tinham sido reunidos. As tropas foram dividas para a proteção do litoral, enquanto os navios em Southampton receberam ordens de permanecerem no porto até que as embarcações aragonesas fossem embora. Lencastre marchou do leste da Bretanha para o sul em algum momento de agosto com um exército de 2,5 mil homens ou mais. O nível do Loire estava incomumente alto, enquanto os franceses controlavam suas pontes, impedindo Lencastre de cruzá-lo e juntar forças com Eduardo. Ele abandonou no início de setembro uma tentativa de forçar uma travessia em Les Ponts-de-Cé e voltou para a Bretanha, erguendo um cerco na capital Rennes.

### Estratégia
O exército anglo-gascão estava buscando um equilíbrio. Ele se espalhou para saquear e devastar a terra enquanto não havia forças francesas significativas os enfrentando. Entretanto, seu principal objetivo era usar a ameaça de devastação para forçar, ou talvez persuadir, um exército francês a atacá-lo. Os anglo-gascões estavam confiantes que batalhar defensivamente em terreno de sua escolha poderia derrotar uma força francesa numericamente superior. Eles estavam igualmente confiantes que poderiam evitar uma batalha ao se moverem no caso de os franceses terem uma superioridade muito grande. Os franceses sabiam dessa estratégia e geralmente tentavam isolar as forças inglesas contra um rio ou o mar, onde a ameaça de ficarem sem suprimentos os forçariam a tomar a iniciativa tática e atacar os franceses em uma posição preparada. João, depois que cruzou o Loire, tentou repetidas vezes colocar seu exército entre os anglo-gascões e a Gasconha para que assim fossem forçados a lutar para escaparem. Enquanto isso, Eduardo não desejava recuar rapidamente para a segurança da Gasconha, mas sim manobrar na vizinhança do exército francês para persuadi-los a atacar em uma situação desfavorável. Ele sabia que João tinha desejado muito enfrentar a força de Lencastre na Normandia em julho e antecipou que seu entusiasmo por uma batalha continuaria.

### Movimento para contato
João se reforçou depois de cruzar o Loire e moveu seu exército com o objetivo de cortar a rota de recuo dos anglo-gascões. Eduardo, ao saber disso, e perdendo as esperanças de que Lencastre pudesse aparecer para unir suas forças, levou seu exército treze quilômetros ao sul de Montbazon, onde assumiu em 12 de setembro uma nova posição defensiva. Carlos, Delfim de Viennois, filho e herdeiro de João, entrou em Tours no mesmo dia depois de viajar da Normandia com mil homens de armas, enquanto Elias de Talleyrand-Périgord, Cardeal de Périgord, chegou no acampamento de Eduardo em uma tentativa de negociar uma trégua de dois dias em nome do papa Inocêncio VI. Segundo diferentes fontes isto seria sucedido por negociações de paz ou uma batalha marcada. O príncipe mandou Talleyrand-Périgord embora, contente em batalhar, mas ficou preocupado que um atraso de dois dias iria deixar seu exército de costas para o Loire em uma área com poucos suprimentos, assim marchou rápido e atravessou o rio Creuse em 13 de setembro em La Haye, quarenta quilômetros ao sul. João, ciente de que tinha a superioridade numérica, ficou ansioso para destrui-los em batalha e assim também ignorou Talleyrand-Périgord. O exército francês continuou sua marcha para o sul em paralelo com os anglo-gascões, em vez de seguir diretamente para eles, mantendo o objetivo de cortar suas linhas de recuo e suprimentos. Os anglo-gascões marcharam no dia seguinte 24 quilômetros ao sudoeste de Châtellerault ao longo do rio Vienne.
Eduardo achou em Châtellerault que não existiam barreiras geográficas em que os franceses poderiam pressionar seu exército e que estava ocupando uma posição defensiva vantajosa. Ele chegou em 14 de setembro, mesmo dia que Talleyrand-Périgord tinha sugerido que os dois exércitos batalhassem, e esperou que os franceses viessem. Seus batedores relataram dois dias depois que João tinha passado direto por sua posição e estava prestes a atravessar o Vienne em Chauvigny. Os franceses nesta altura tinham perdido o rastro do exército anglo-gascão e não sabiam onde estava, mas estavam prestes a se posicionarem 32 quilômetros ao sul dos anglo-gascões e no diretamente no seu caminho de volta a um território amigável. Eduardo enxergou uma oportunidade de atacar os franceses enquanto estavam em marcha ou possivelmente enquanto atravessavam o Vienne, assim ele partiu para interceptá-los ao amanhecer de 17 de setembro, deixando seu comboio de bagagem para trás para segui-lo quando pudesse.
A maior parte do exército francês já tinha cruzado o rio e prosseguido em direção de Poitiers quando a vanguarda anglo-gascã chegou em Chauvigny. A retaguarda francesa de aproximadamente setecentos homens de armas foi interceptada próxima de Savigny-Lévescault. Relatos contemporâneos destacam que eles não estavam usando capacetes, sugerindo que estavam completamente desprotegidos ou que não esperavam uma batalha. Foram rapidamente roteados com 240 mortos ou capturados, incluindo três condes feitos prisioneiros. Muitos anglo-gascões perseguiram os franceses restantes que estavam fugindo, mas Eduardo segurou a maior parte de seu exército, pois não queria espalhá-lo tão próximo do inimigo. Eles acamparam em Savigny-Lévescault. João em resposta montou seu exército do lado de fora de Poitiers em ordem de batalha.

### Negociações
Os anglo-gascões marcharam para Poitiers em 18 de setembro para uma batalha marcada. Assumiram uma posição cuidadosamente escolhida oito quilômetros ao sul em um morro arborizado e começaram a se preparar para uma batalha defensiva: cavaram fossos para impedir o avanço francês (especialmente das tropas montadas), cavaram trincheiras e formaram barricadas. Eles esperavam que os franceses lançassem um ataque sem planejamento. Em vez disso, Talleyrand-Périgord foi negociar. Eduardo inicialmente não estava interessado em adiar qualquer confronto. Ele foi persuadido a negociar depois de Talleyrand-Périgord ter destacado que os dois exércitos estavam tão próximos que seria quase impossível para os anglo-gascões recuarem caso os franceses não quisessem batalhar. Caso tentassem seriam atacados, enquanto se mantivessem sua posição ficariam sem suprimentos antes dos franceses. Os anglo-gascões precisavam ficar juntos na presença do inimigo, com vários dias de marcha tendo reduzido as chances de pilhagem. Por conta disto, quase não havia mais comida. Talleyrand-Périgord não sabia que os anglo-gascões já não conseguiam encontrar água suficiente para seus cavalos.
Eduardo, após longas negociações, concordou com várias concessões em troca de passagem livre para a Gasconha. Entretanto, esses termos dependiam do acordo ser ratificado por Eduardo III. Talleyrand-Périgord e os franceses não sabiam que o rei inglês tinha dado uma permissão escrita ao filho para, em tais circunstâncias, "ajudar a si mesmo fazendo uma trégua ou armistício, ou de qualquer outra forma que lhe pareça melhor". Isto fez historiadores modernos duvidarem da sinceridade do príncipe. Os franceses muito discutiram essas propostas, com João sendo a favor. Vários conselheiros proeminentes acharam que seria humilhante ter a sua mercê o exército anglo-gascão que tinha devastado tanto da França e deixá-lo escapar. O rei foi persuadido e Talleyrand-Périgord informou Eduardo que ele poderia esperar uma batalha. Tentativas de concordar em um local fracassaram, pois os franceses queriam que os anglo-gascões deixassem sua forte posição defensiva enquanto os ingleses queriam permanecer. O cardeal novamente tentou negociar uma trégua na manhã de 19 de setembro, mas Eduardo rejeitou isso porque os suprimentos de seu exército já estavam acabando.

## Forças

### Anglo-gascões
Historiadores modernos consideram que o exército anglo-gascão era de seis mil homens: três mil homens em armas, dois mil arqueiros longos ingleses e galeses e mil soldados de infantaria gascões. Este último incluía muitos equipados com bestas ou lanças de arremesso, ambos classificados como infantaria leve. Alguns relatos contemporâneos dizem que o número total de homens era de 4,8 ou cinco mil. A divisão de homens de armas entre ingleses e gascões não foi registrada, mas um ano antes, quando Eduardo fez campanha com um exército de tamanho similar, mil eram ingleses. Todos viajaram a cavalo, mas todos ou quase todos desmontaram para lutar.
Homens de armas de ambos os exércitos eram, de forma geral, cavaleiros ou cavaleiros em treinamento. Eles vinham da nobreza rural e iam desde grandes senhores até parentes e atendentes de pequenos senhores. Eles tinham de se equipar por conta própria com armadura completa e um cavalo de guerra. Usavam uma perponte acolchoada sob a cota de malha que cobria corpo e membros. Além disso haviam quantidades variáveis de placas de armadura, mais para os homens mais ricos e experientes. As cabeças eram protegidas por bacinetes: capacetes de ferro ou aço com abertura na frente, com malha presa na borda inferior para proteger a garganta, pescoço e ombros. Uma viseira móvel protegia o rosto. Também tinham escudos, normalmente feitos de madeira fina coberta de couro. Todos os homens de arma ingleses estavam desmontados. Suas armas não foram registradas, mas em batalhas similares usaram suas lanças como piquetes, as cortaram para que se tornassem lanças curtas ou lutaram com espadas ou machados de batalha.

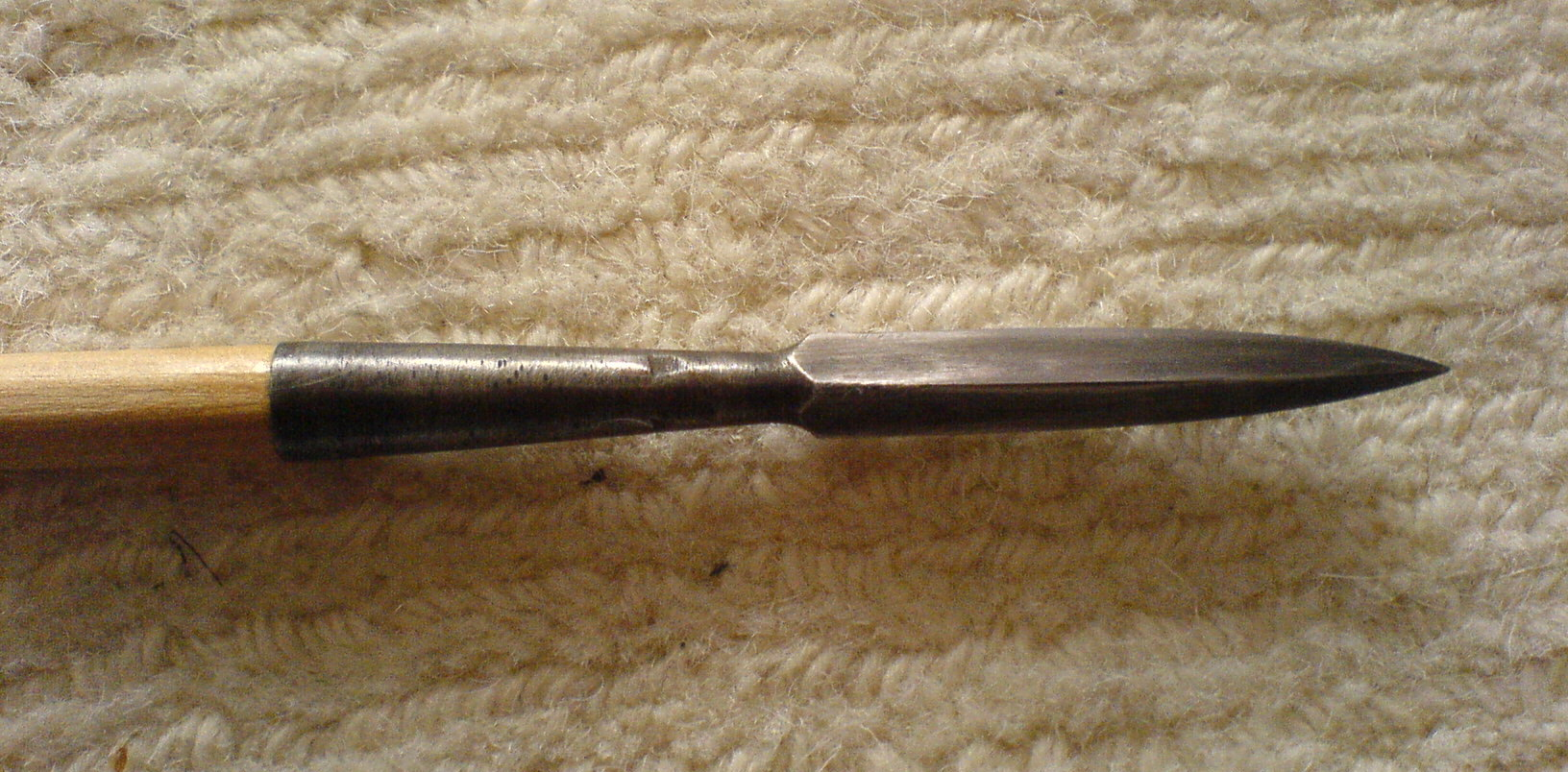
Réplica moderna de uma flecha com uma ponta bodkin, usada pelos arqueiros longos ingleses para penetrar armaduras

O arco longo usados pelos arqueiros ingleses e galeses era único; demorava dez anos para alguém dominar seu uso e um arqueiro experiente podia lançar até dez flechas por minuto até uma distância de mais de trezentos metros. Análises computadorizadas realizadas em 2017 pela Universidade de Tecnologia de Varsóvia demonstraram que flechas com ponta bodkin podiam penetrar placas de armadura comuns da época a uma distância de 230 metros. A profundidade da penetração seria pouca a essa distância, mas a aumentaria conforme a distância diminuía ou contra placas de qualidade inferior. A curta distância o arco longo podia perfurar placas de armadura de qualquer espessura caso acertassem no ângulo certo. O padrão era que cada arqueiro levasse uma aljava com 24 flechas. Talvez existisse reabastecimento de munição dos vagões na retaguarda durante a batalha para alguns dos arqueiros; os arqueiros também se aventuravam avante durante pausas no confronto para recuperarem flechas.
Os anglo-gascões foram divididos em três divisões ou "batalhas". A da esquerda era comandada por Tomás de Beauchamp, 11º Conde de Warwick e Marechal da Inglaterra, um veterano da Batalha de Crécy, onde tinha sido o guardião de Eduardo. Seus segundos em comando eram João de Vere, 7º Conde de Oxford, e o senhor gascão João III de Grailly, Captal de Buch; eles tinham a assistência em sua maioria de senhores gascões. A divisão de Warwick, além de mil homens de armas, tinha aproximadamente mil arqueiros. Estes foram posicionados à esquerda dos homens de armas. O flanco direito estava sob Guilherme Montagu, 2º Conde de Salisbury, que tinha como segundos em comando Roberto Ufford, 1º Conde de Suffolk, e Maurício de Berkeley. A divisão de Salisbury, assim como a de Warwick, tinha mil homens de armas e mil arqueiros longos ingleses e galeses. Estes novamente foram colocados no flanco dos homens de armas, neste caso à direita. O Príncipe de Gales ficou com o comando da divisão central, formada por homens de armas e pela infantaria gascã, aproximadamente mil de cada. Seus segundos em comando eram dois veteranos: sir João Chandos e sir Jaime Audley. As forças de Eduardo foram inicialmente mantidas atrás das outras duas divisões como reserva. Cada divisão ia para o campo em uma formação com quatro ou cinco homens de profundidade. É possível que outra força de reserva menor ficou atrás da divisão do príncipe.

### Franceses

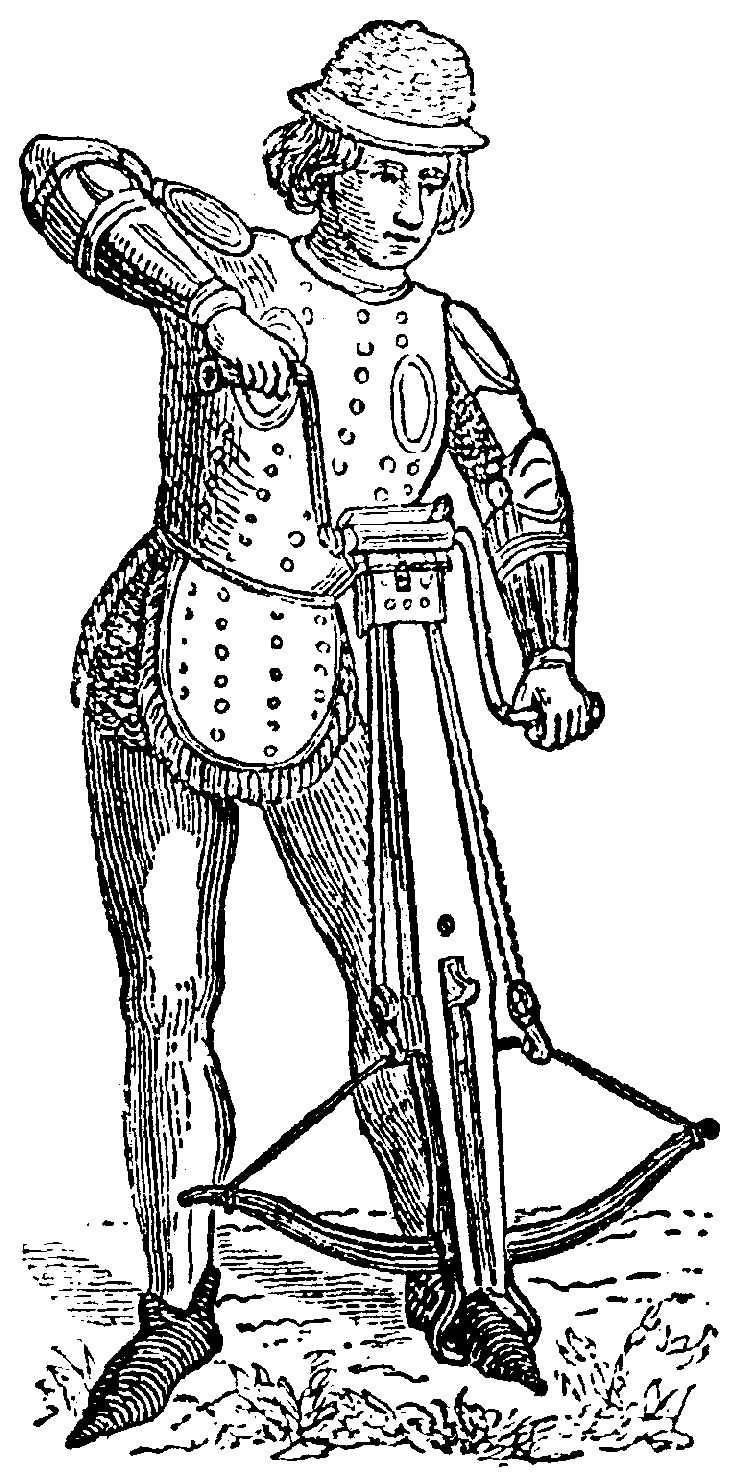
Ilustração de um besteiro da época

O exército francês era formado por aproximadamente catorze a dezesseis mil homens: dez a doze mil homens de armas, dois mil besteiros e dois mil soldados de infantaria que não eram classificados como homens de armas. Todos ou a maior parte dos franceses viajavam montados, porém todos lutaram desmontados em Poitiers exceto por dois pequenos grupos de cavaleiros, totalizando trezentos quinhentos homens. Estes foram selecionados dentre aqueles com as melhores armaduras, especialmente nos cavalos. A armadura de cavalo era conhecida como barda e o uso de placas de armadura para isto era uma inovação recente na Europa Ocidental. Os homens de armas montados eram equipados igual aos desmontados, exceto pela qualidade superior de suas armaduras. Portavam lanças de madeira com ponta de ferro de aproximadamente quatro metros de comprimento; seus colegas desmontados também tinham lanças, mas cortadas para entre 1,5 e 1,8 metros. Os besteiros usavam capacetes de metal, brigantinas (gibões grossos de couro com quantidades variáveis de placas de armadura costuradas) e possivelmente hauberks de cota de malha. Besteiros geralmente lutavam atrás de paveses, escudos grandes com seus próprios portadores, atrás dos quais até três besteiros podiam se proteger. Um besteiro treinado podia disparar até duas vezes por minuto, tendo um alcance efetivo menor do que um arqueiro longo, por volta de duzentos metros.
O exército francês foi dividido em quatro divisões. A da frente era liderada por Gualtério VI, Conde de Brienne e Condestável da França. Esta força, além do enorme núcleo de homens de armas franceses, também incluía duzentos homens de armas escoceses sob Guilherme Douglas, a maior parte da infantaria e besteiros e toda a cavalaria. Dois pequenos grupos de cavalaria eram liderados por um dos dois Marechais da França: Arnaldo d'Audrehem e João de Clermont. A vanguarda estava a quinhentos metros dos ingleses. Atrás estava uma divisão liderada conjuntamente por Carlos e Pedro I, Duque de Bourbon e tio de João. Carlos tinha dezenove anos e esta era sua primeira batalha. Esta formação era formada em sua totalidade por quatro mil homens de armas. A terceira divisão era liderada por Filipe, Duque de Orleães e irmão mais novo do rei, inexperiente em guerra, sendo formada por aproximadamente 3,2 mil homens de armas. A divisão da retaguarda tinha dois mil homens de armas e um número incerto de besteiros e era comandada pelo próprio João.

## Batalha

### Primeiro ataque

Formações anglo-gascãs e francesas

Os anglo-gascões dormiram em suas posições defensivas ou próximas dela. Ao amanhecer, que deve ter ocorrido às 5h40min, os franceses se organizaram em ordem de batalha com sua vanguarda a por volta de quinhentos metros das posições inimigas. Os dois exércitos ficaram se encarando por aproximadamente duas horas até os franceses detectarem uma movimentação entre os anglo-gascões, o que acreditaram ser o estandarte pessoal de Eduardo recuando. Há debates entre historiadores modernos sobre que movimentação ocorreu. Alguns levantaram a hipótese de que eram os vagões se movimentando escoltados pela cavalaria da divisão de Warwick; os vagões talvez estivessem vazios e voltando para seu covil na retaguarda, ou ainda poderiam estar cheios e se movendo para uma posição mais segura longe da linha de frente, ou até mesmo ambos os casos e o começo de um recuo organizado por parte dos anglo-gascões. Caso tenha sido esta última, sua escolta talvez tenha sido a maior parte ou toda a divisão de Warwick e o movimento do seu estandarte foi possivelmente confundido por aquele de Eduardo ou que o príncipe estava se mexendo para a retaguarda como a segunda parte do recuo. Outra hipótese é que Eduardo deliberadamente fez suas tropas se moverem para simular uma retirada e provocar um ataque francês. Os comandantes da divisão de vanguarda francesa presumiram que era uma retirada completa e ordenaram que seus homens avançassem, achando que este movimento seria na prática uma perseguição, desta forma iniciando a batalha.
A cavalaria de Audrehem atacou a divisão de Warwick enquanto Clermont atacou a de Salisbury. O plano francês nos dois casos era acabar com os arqueiros enquanto recebiam suporte de fogo de seus próprios besteiros. Entretanto, os arqueiros de Warwick estavam posicionados na extremidade de um brejo e este terreno impediu que a cavalaria francesa pudesse se aproximar o suficiente para lidar com eles. Os arqueiros por sua vez descobriram que as armaduras e bardas francesas os impediam de realizar acertos eficazes. Os arqueiros precisariam deixar a proteção do brejo para se aproximarem o suficiente para penetrar nas armaduras, o que os deixaria expostos ao risco de serem pegos pelos franceses. Em vez disso, eles passaram a disparar contra os besteiros e, tendo uma cadência de tiro superior, conseguiram suprimi-los. Oxford percebeu que que a maioria dos cavalos franceses só tinham bardas na frente. Ele liderou alguns de seus arqueiros ao longo da extremidade do brejo para uma posição em que poderiam atirar nas partes desprotegidas dos cavalos. A cavalaria francesa sofreu grandes baixas e recuou, com Audrehem sendo capturado.
Clermont avançou mais cuidadosamente na direita anglo-gascã, não muito adiante das tropas desmontadas de Brienne. Ele descobriu que os homens de Salisbury estavam defendendo uma cerca viva grossa com uma única brecha passável, larga o bastante para quatro cavalos passarem lado a lado. Os franceses já estavam comprometidos com o ataque e tentaram passar pelos homens de armas que defendiam a brecha. Calcula-se que os arqueiros ingleses posicionados em trincheiras próximas e à direita da cerca viva dispararam cinquenta flechas por segundo contra o grupo de cavalaria de Clermont. Besteiros gascões também se juntaram; apesar de terem uma cadência de tiro muito menor, eram capazes de penetrar as armaduras a distâncias maiores. A cavalaria mesmo assim conseguiu alcançar a brecha com poucas baixas. Um combate corpo a corpo feroz começou. Os franceses agora estavam parados a curta distância, permitindo que os arqueiros realizassem disparos muito mais eficazes. Os franceses também estavam com uma grande inferioridade numérica diante dos homens de armas anglo-gascões e foram rechaçados com grandes perdas, com Clermont sendo morto.
As fontes não dão muitos detalhes sobre o resto do ataque da primeira divisão francesa, formada por uma mistura de homens de armas franceses e estrangeiros, mais uma infantaria pesada de comuns. Foi relatado que os virotes de seus besteiros estavam caindo densamente, mas com a cavalaria rechaçada os arqueiros se viraram contra eles e, com sua cadência de tiro muito superior, foram capazes de forçá-los a recuar. Brienne foi morto, assim como Roberto de Durazzo, um sobrinho de Talleyrand-Périgord que tinha acompanhado o cardeal durante as negociações. Douglas fugiu para salvar sua vida ou foi seriamente ferido e carregado para longe. Presume-se que o ataque foi fortemente pressionado dado as grandes baixas francesas. Algumas fontes contemporâneas resumem esta fase da batalha com "a primeira divisão francesa foi derrotada pelas flechas dos ingleses", o que faz muitos historiadores modernos presumirem que os arqueiros, ainda com um bom suprimento de munição capaz de perfurar armaduras a curta distância, desempenharam um papel proeminente nesta parte do confronto. Eduardo ficou furioso pela participação de parentes e companheiros de Talleyrand-Périgord; ao saber que um outro parente do cardeal tinha sido capturado, ele ordenou que fosse decapitado, porém foi rapidamente convencido por seus conselheiros a voltar atrás.

### Segundo ataque
Os sobreviventes franceses não foram perseguidos. Os anglo-gascões receberam ordens de manterem suas posições e aproveitarem a oportunidade para se reorganizarem, pois a próxima divisão francesa já estava se aproximando. Esta tinha quatro mil homens e atacou vigorosamente. Os franceses avançaram contra o fogo constante dos arqueiros, sofrendo várias baixas, também se desordenando por conta dos membros em recuo do primeiro ataque. Os franceses precisaram forçar seu caminho pela cerca viva que os anglo-gascões estavam defendendo, o que os deixou em desvantagem, mas conseguiram se aproximar e travaram um combate corpo a corpo por duas horas.
Eles se aglomeraram em duas brechas na cerca viva, conseguindo em uma ocasião atravessar; uma força de arqueiros tinha sido empregada para dar cobertura e seus disparos arrasaram os franceses na frente, dando aos anglo-gascões a oportunidade de contra-atacar e reorganizar sua linha. Suffolk, então com quase sessenta anos de idade, cavalgou atrás da linha gritando encorajamentos, direcionando reforços para pontos ameaçados e dizendo aos arqueiros onde atirarem. Os experimentes comandantes ingleses e gascões foram capazes de manobrar e redistribuir suas tropas de um modo que os franceses foram incapazes. A maioria dos comandantes franceses seguiram suas ordens e seus homens lutaram com uma bravura imprudente, mas eram inflexíveis. Os anglo-gascões foram capazes de responder às ameaças francesas no calor da batalha. Sumption descreveu isto como "notável", enquanto David Green disse que era "uma resposta tática extremamente flexível". O historiador Peter Hoskins afirmou que a maioria dos anglo-gascões estavam servindo juntos a mais de um ano e isto "contribuiu para a disciplina ... demonstrada", sugerindo que o ataque francês foi conduzido ineptamente.
Um crônico francês contemporâneo descreveu este segundo ataque como "mais incrível, forte e letal do que os outros". Um relato inglês afirmou "Homem lutou freneticamente contra homem, cada um se esforçando para trazer a morte ao seu oponente para que ele próprio pudesse viver". Eduardo foi forçado a comprometer quase todas as suas reservas à medida que o combate prosseguia a fim de reforçar pontos fracos. Os dois lados sofreram muitas baixas. Foi destacado que Audley foi ferido no corpo, cabeça e rosto, mas mesmo assim continuou lutando. Bourbon foi morto, enquanto o porta-estandarte de Carlos foi capturado. O delfim estava acompanhado por dois de seus irmãos mais novos, João e Luís, Conde de Maine, com os conselheiros e guarda-costas dos três ficando preocupados pela intensidade do combate ocorrendo na sua vizinhança e os forçando a recuar para uma posição mais segura. O resto da divisão, vendo isto, já desmoralizada pela morte de Bourbon e pela perda do estandarte, recuou também. Não houve pânico e a retirada ocorreu em ordem. Os comandantes sobreviventes da divisão confirmaram a movimentação e os homens de armas restantes se afastaram.
Não está claro se os anglo-gascões perseguiram os franceses e, se o fizeram, até que ponto. Alguns historiadores afirmam que os anglo-gascões novamente permaneceram em suas posições. Outros que houve uma pequena perseguição por indivíduos que abandonaram seus postos, ou ainda que a divisão de Warwick os perseguiu por completo e infligiu grandes baixas. De qualquer modo, a maioria dos anglo-gascões permaneceram no lugar, cuidaram dos feridos, mataram franceses feridos, saquearam seus corpos junto com aqueles que já tinham morrido e recuperaram as flechas que conseguiram encontrar por perto, incluindo aquelas nos mortos e feridos franceses. Havia muitos ingleses e gascões feridos ou mortos, enquanto aqueles ainda de pé estavam exaustos de três horas de combate feroz e quase contínuo.

### Terceiro ataque
Confusão se espalhou pelos franceses enquanto a divisão de Carlos recuava. A terceira divisão francesa tinha 3,2 mil homens de armas. Orleães deixou a batalha junto com metade de seus homens e muitos dos sobreviventes dos dois primeiros ataques. Fontes contemporâneas se contradizem sobre os motivos. Ele talvez tenha achado que a retirada em ordem da divisão de Carlos era o sinal para uma retirada geral. Houve relatos oficiais após a batalha dizendo que João ordenou que Orleães escoltasse seus quatro filhos para um local seguro, mas isto foi amplamente descreditado e supostamente inventado após a batalha para desculpar Orleães e seus homens. Três dos quatro filhos de João, incluindo o delfim, realmente deixaram o campo de batalha nesta altura; um, Filipe, voltou e participou do último ataque. Dos 1,6 mil homens que não foram embora, incluindo alguns do círculo próximo de Orleães, muitos se juntaram à divisão do rei. O resto avançou contra os anglo-gascões e lançaram um ataque pífio que foi facilmente rechaçado.
Uma quantidade de anglo-gascões, possivelmente um grande número, da divisão de Warwick perseguiram os franceses depois do ataque. Uma motivação para isto talvez tenha sido fazer prisioneiros, cujos pedidos de resgate poderiam ser extremamente lucrativos. Muitos dos arqueiros ingleses e galeses novamente foram procurar flechas nas proximidades. Dos homens de armas que não partiram em perseguição, a maioria ficou carregando feridos de diferentes graus de severidade e tratá-los era uma preocupação.

### Quarto ataque

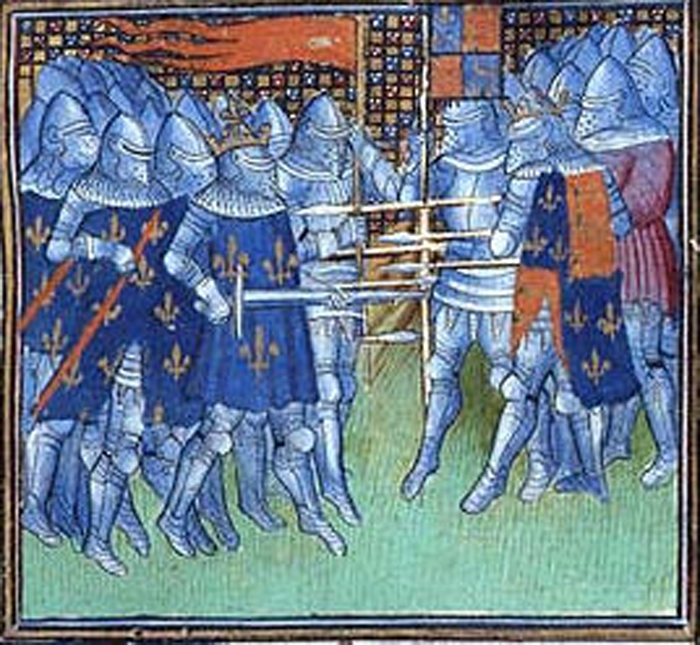
Iluminura do século XV da Auriflama sendo desfraldada na Batalha de Poitiers

A quarta divisão francesa tinha dois mil homens de armas, incluindo quatrocentos homens escolhidos para ficarem sob comando pessoal de João. Muitos dos homens de armas sobreviventes dos dois primeiros ataques se juntaram ao rei, assim como muitos da terceira divisão que não tinham recuado com Orleães. Alguns sobreviventes do terceiro ataque também se juntaram. Estes reforços provavelmente elevaram o número de homens de armas para por volta de quatro mil. A força também tinha um número grande mas não especificado de besteiros, recebendo o reforço de muitos besteiros sobreviventes do primeiro ataque. Historiadores modernos tem visões diferentes se eram os franceses ou anglo-gascões que tinham mais soldados nesta altura. A divisão francesa marchou pela terra de ninguém de 1,6 quilômetro em direção aos agora exaustos anglo-gascões, todos de infantaria. João ordenou que a Auriflama, o sagrado estandarte francês, fosse desfraldado, indicando que nenhum prisioneiro deveria ser feito.
Era normal que exércitos medievais se organizassem em três divisões; muitos soldados anglo-gascões, tendo derrotado três divisões francesas, acharam que a batalha tinha acabado. Eles se desanimaram ao verem outra grande força avançando sob o estandarte real francês e a Auriflama. Um crônico relatou que Eduardo rezou em voz alta enquanto a última divisão se aproximava. O príncipe arengou seus soldados exaustos em uma tentativa de elevar sua moral, mas eles permaneceram duvidosos de sua capacidade de rechaçar a força que se aproximava. Os comandantes fizeram uma reunião. Parecia provável que seriam derrotados caso ficassem para enfrentar um quarto ataque, assim decidiram tentar um estratagema. Talvez se lembrando de algo semelhante tentado pelos franceses na Batalha de Lunalonge em 1349, foi concordado que um pequeno grupo montado sob o comando de João de Grailly seria enviado em uma marcha circular ao redor do flanco francês em uma tentativa de realizar um ataque surpresa contra a retaguarda. Um relato de um crônico contemporâneo de que todos os homens de armas anglo-gascões montaram nesta altura é descreditado por historiadores modernos. Algumas fontes modernas dizem que voluntários liderados pelo ferido Audley montaram e foram encarregados de lançar um ataque contra João pessoalmente: quatro homens de acordo com alguns, quatrocentos de acordo com outros. O historiador moderno Michael Jones descreveu esta ação como uma "missão suicida". Outras fontes modernas afirmam que todos os anglo-gascões permaneceram desmontados com exceção da pequena força de João de Grailly.
Os anglo-gascões ficaram ainda mais desmoralizados ao verem João de Grailly e seus homens indo para a retaguarda, acreditando que estavam fugindo diante de uma derrota. Alguns homens fugiram. Eduardo, preocupado que seu exército iria se desfazer, deu ordens para um avanço geral. Isto aumentou a moral dos anglo-gascões e surpreendeu os franceses. A disciplina foi reestabelecida e eles marcharam para fora de suas posições defensivas. Os besteiros franceses avançaram na frente de seus homens de armas, com os arqueiros ingleses e galeses nos flancos de seus homens de armas tentando estabelecer a superioridade de fogo assim que entraram no alcance. Foi dito que os virotes franceses "escureceram o céu". Os besteiros se esconderem atrás de seus paveses e os arqueiros ingleses foram ficando sem flechas depois das lutas desesperadas anteriores. Mesmo assim, eles foram capazes de suprimir os besteiros até que estes abriram caminho para que os homens de armas franceses passassem para o ataque final. Os arqueiros gastaram suas últimas flechas e os homens de armas franceses tentaram se proteger com seus escudos, apontar seus capacetes na direção das flechas e atacaram os armas anglo-gascões sobreviventes. Os arqueiros descartaram seus arcos e se juntaram ao combate corpo a corpo com espadas e machados de mão.

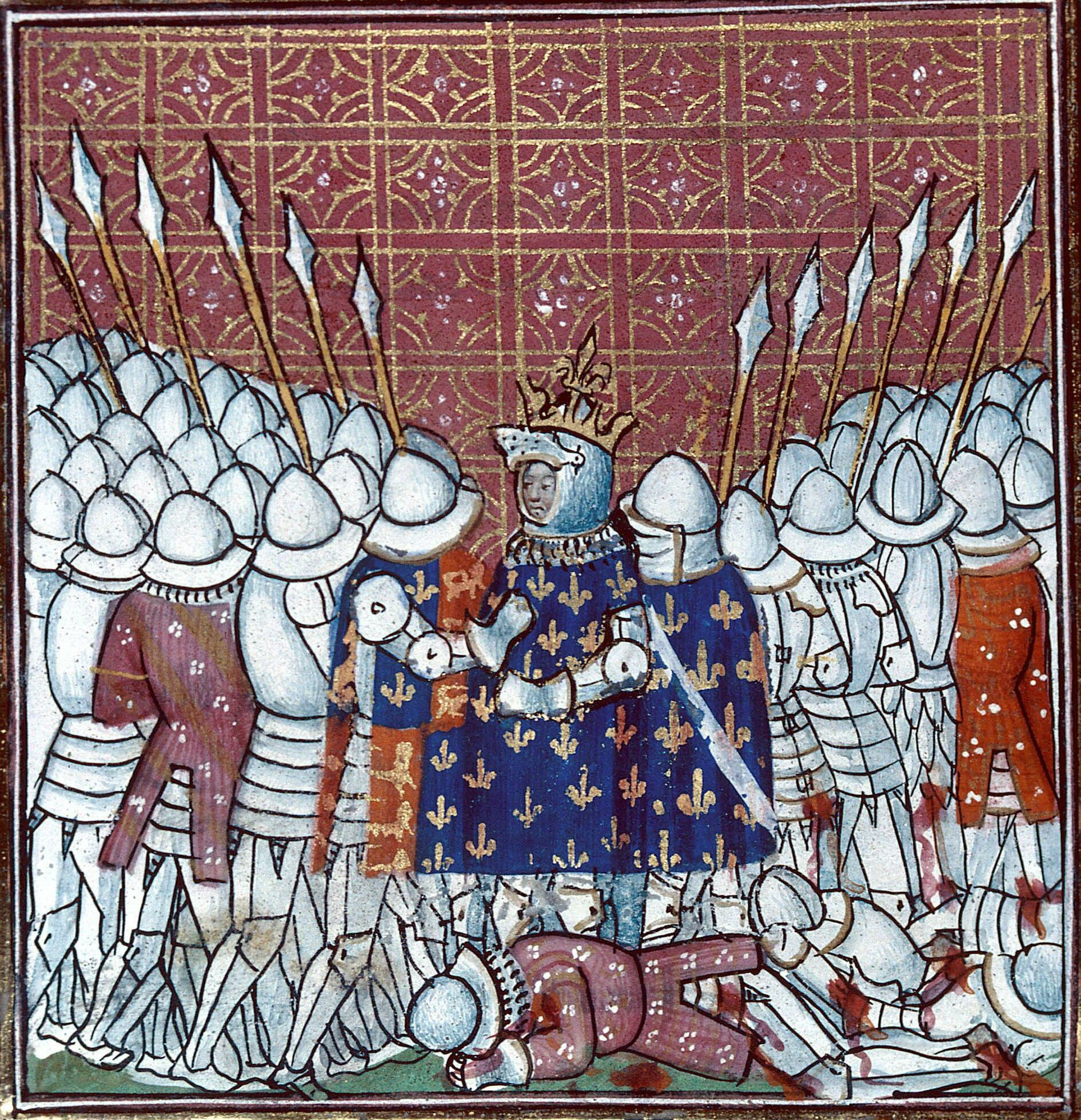
Iluminura da captura de João

O combate foi novamente feroz. O ímpeto do ataque anglo-gascão foi parado pelos franceses, que lentamente ganharam vantagem. Rogers acredita que os franceses terem vencido se outros fatores não tivessem interferido. A linha anglo-gascã estava começando a quebrar quando foi reforçada por homens da divisão de Warwick voltando de sua perseguição. Isto aumentou a moral dos anglo-cascões e diminuiu a dos franceses. Caso realmente tenha ocorrido, foi neste momento que Audley liderou um ataque de cavalaria diretamente contra João. O combate continuou com os franceses focados nos oponentes à sua frente. A batalha estava equilibrada quando os 160 homens de João de Grailly chegaram na retaguarda francesa sem serem detectados. Seus cem arqueiros desmontaram e realizaram disparos eficazes, com um relato contemporâneo afirmando que eles "grande e horrivelmente perfurou" os franceses, enquanto seus sessenta homens de armas montados atacaram a retaguarda da linha francesa.
Os dois mil homens que originalmente formavam a divisão de João tinham todos sido designados para a linha de frente quando avançaram. Atrás deles estavam os homens que se juntaram à formação depois e cujas divisões tinham sido derrotadas nos três ataques anteriores. Estes estavam mais cansados do que aqueles na frente e, por já terem participado de ataques fracassados, sua moral estava mais abalada. Alguns ficaram consternados pelos reforços de Warwick e chocados com a chegada repentina de João de Grailly na retaguarda, começando a fugir. Outros fizeram a mesma coisa assim que essa movimentação começou e a divisão do rei rapidamente ruiu. A maioria dos primeiros a fugir conseguiram alcançar seus cavalos e escapar, pois os anglo-gascões se concentraram em primeiro derrotar os inimigos que ainda estavam lutando. Estes foram empurrados enquanto os anglo-gascões se revigoravam com a perspectiva de vitória. Os franceses ainda lutando ao redor de João foram forçados a uma curva do rio Miosson, conhecida como Campo de Alexandre. Nesta altura estavam cercados e divididos em pequenos grupos.
Muitos dos restantes eram a elite do exército francês: os guarda-costas pessoais de João, nobres importantes ou membros da Ordem da Estrela; estes tinham jurado não recuar da batalha. O combate foi brutal pois esses homens se recusavam a se render. Sua causa estava claramente perdida e os anglo-gascões queriam fazer prisioneiros em vez de matar, assim muitos foram capturados. O porta-estandarte da Auriflama foi morto e o estandarte capturado. João e seu filho Filipe, cercados, se renderam.

### Ações finais
Muitos anglo-gascões montaram e partiram em perseguição assim que ficou claro que a divisão do rei estava recuando. Vários franceses para o que achavam que seria a segurança de Poitiers. Entretanto, seus cidadãos, temendo os anglo-gascões, tinham trancado os portões e guarnecido as muralhas, recusando-se a deixá-los entrar. Os anglo-gascões montados alcançaram esses soldados enquanto se aglomeravam nos portões, dizimando-os. A falta de menção de qualquer tipo de convite para rendição sugere que eram soldados comuns em vez de homens de armas, que teriam sido financeiramente vantajosos de capturar para serem mantidos como reféns. O acampamento francês foi tomado pela cavalaria anglo-gascã. Em outros locais os anglo-gascões se espalharam em perseguições desordenadas. Homens de armas franceses que não conseguiram alcançar seus cavalos foram capturados ou, em alguns casos, mortos. Muitos daqueles que conseguiram montar foram perseguidos: alguns foram pegos e capturados, alguns conseguiram enfrentar seus perseguidores, enquanto a maioria escapou. Já era o entardecer quando o último anglo-gascão voltou para seu acampamento com prisioneiros.

### Baixas
Segundo diferentes fontes modernas, entre dois e três mil homens de armas franceses e quinhentos ou oitocentos soldados comuns foram feitos prisioneiros durante a batalha. Além de João e seu filho Filipe, os capturados incluíam Audrehem, Luís de Bourbon-Vendôme, o Arcebispo de Sens; e os senescais de Saintonge, Tours e Poitou. Aproximadamente 2,5 mil homens de armas franceses foram mortos, bem como 3,3 mil soldados comuns segundo relatos ingleses ou setecentos por franceses. Dentre os mortos estavam Bourbon, Brienne, Clermont, Reginaldo Chauveau, o Bispo de Châlons; e Godofredo de Charny, o porta-estandarte de João. Um contemporâneo opinou que os franceses tinham sofrido "um grande mal, uma grande pena e um dano irreparável". Os anglo-gascões sofreram muitos feridos mas relataram apenas de quarenta a sessenta mortos, dos quais quatro eram homens de armas. Hoskins comentou que estes números "parecem improvavelmente baixos". Historiadores modernos estimam que as baixas anglo-gascãs foram de por volta de quarenta homens de armas e um número incerto mas muito maior de arqueiros e outros soldados de infantaria.

## Consequências

### Marcha para Bordeaux
Os franceses ficaram preocupados que os anglo-gascões tentariam atacar Poitiers ou outras cidades, ou que continuassem sua devastação. Eduardo ficou mais preocupado em levar seu exército e prisioneiros em segurança para a Gasconha. Ele sabia que muitos franceses tinham sobrevivido à batalha, mas não sabia sobre sua coesão e moral. Os anglo-gascões moveram-se cinco quilômetros para o sul no dia seguinte e cuidaram de seus feridos, enterraram seus mortos, libertaram alguns prisioneiros e reorganizaram suas formações. Continuaram para o sul em 21 de setembro, viajando lentamente por causa das pilhagens e prisioneiros. Entraram em Libourne em 2 de outubro e descansaram enquanto uma entrada triunfal em Bordeaux era preparada. Eduardo escoltou João para dentro de Bordeaux duas semanas depois em meio à júbilo público.

### Paz

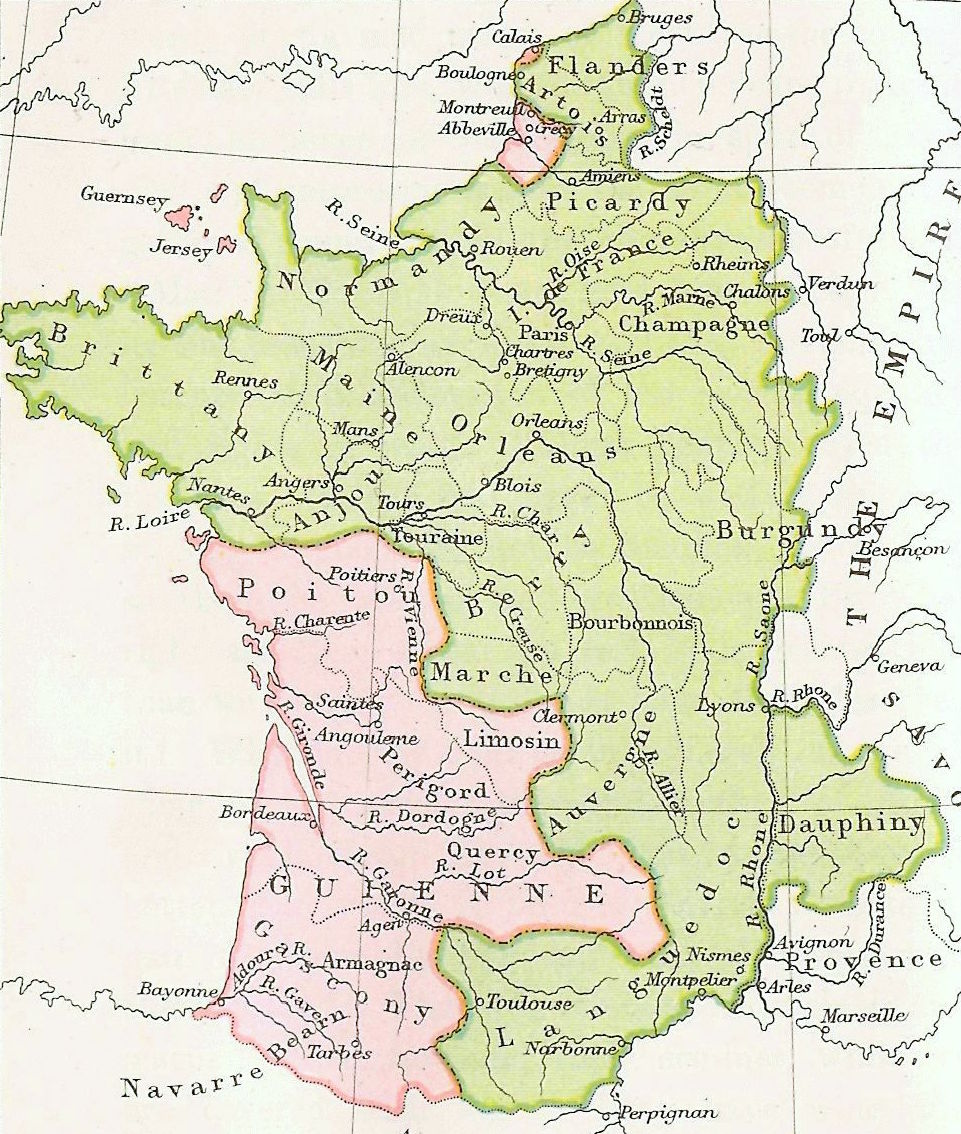
A França após o Tratado de Brétigny de 1360; território francês está em verde e território inglês está em rosa

A chevauchée de Eduardo foi descrita por Rogers como "a campanha mais importante da Guerra dos Cem Anos". Forças anglo-gascãs depois atacaram livremente pela França, enfrentando pouca ou nenhuma oposição. A França dissolveu a uma quase anarquia na ausência de uma autoridade central. Uma trégua de dois anos foi concordada em março de 1357. Eduardo e João zarparam para a Inglaterra, desembarcando em Plymouth em 5 de maio. Prosseguiram para Londres, onde tiveram uma enorme recepção. Negociações prolongadas entre João e Eduardo III levaram ao Primeiro Tratado de Londres em maio de 1358, que teria encerrado a guerra com uma enorme transferência de território francês e o pagamento de um resgate pela libertação de João. O governo francês não gostou e de qualquer forma foi incapaz de pagar a primeira parte do resgate, fazendo o tratado expirar. Uma revolta camponesa conhecida como Jacquerie estourou no norte da França em 1358 e foi brutalmente subjugada em junho. João e Eduardo III concordaram no ano seguinte com o Segundo Tratado de Londres, que era similar ao primeiro exceto que porções ainda maiores de território francês seriam passadas para a Inglaterra. Este foi similarmente rejeitado em maio por Carlos e os Estados Gerais.
Eduardo III liderou outra campanha no norte da França em outubro de 1359. Não enfrentou oposição, mas também não conseguiu tomar nenhum lugar bem fortificado. Em vez disso, o exército se espalhou e passou seis meses devastando a região. Os dois países estavam achando quase impossível continuar a financiar as hostilidades, mas nenhum estava disposto a mudar sua atitude sobre os termos. Uma repentina queda de temperatura e enorme tempestade de granizo em 13 de abril de 1360 perto de Chartres matou muitos dos cavalos de bagagens e alguns soldados. Eduardo, interpretando isso como um sinal de Deus, reabriu as negociações diretamente com Carlos. O Tratado de Brétigny foi concordado em 8 de maio, replicando em sua maior parte o Primeiro Tratado de Londres ou Tratado de Guînes. Grande parte de território francês foi cedido para ser governado pessoalmente pelo Príncipe de Gales, enquanto o resgate de João foi estabelecido em três milhões de escudos de ouro. Rogers afirmou que "Eduardo ganhou territórios que consistiam em um terço da França, para serem mantidos em soberania total, junto com um enorme resgate para o cativo rei João – seus objetivos de guerra originais e muito mais". Além do rei francês, dezesseis dos mais importantes nobres capturados em Poitiers foram finalmente libertados com a assinatura do tratado. Parecia na época que a guerra tinha chegado ao fim, mas combates em larga escala foram retomados em 1369 e a Guerra dos Cem Anos só fterminou em 1453 com uma vitória francesa, deixando Calais como o único território inglês.

### Citações
1. ↑  Sumption 1990, pp. 39–40.
2. ↑  Prestwich 2007, p. 394.
3. ↑  Sumption 1990, p. 184.
4. ↑  Rodger 2004, p. 79.
5. ↑  Fowler 1961, pp. 139–140.
6. ↑  Rogers 2004, p. 95.
7. ↑  Fowler 1961, pp. 143–144.
8. ↑  Harari 1999, pp. 385–386.
9. ↑  Fowler 1969, pp. 67–71.
10. ↑  Sumption 1990, pp. 541–550.
11. ↑  Sumption 1990, p. 585.
12. ↑  Sumption 1990, p. 584.
13. ↑  Deaux 1969, p. 122.
14. ↑  Sumption 1999, pp. 6–8.
15. ↑  Wagner 2006f, pp. 53–54.
16. ↑  Harari 2007, p. 110.
17. ↑  Burne 1999, p. 225.
18. ↑  Wagner 2006c, p. 74.
19. ↑  Harari 2007, p. 114.
20. ↑  Wagner 2006d, pp. 142–143.
21. ↑  Sumption 1999, pp. 139–142.
22. ↑  Sumption 1999, pp. 153, 160.
23. ↑  Madden 2014, p. 6.
24. ↑  Sumption 1999, pp. 171–172.
25. ↑  Madden 2014, p. 79ff.
26. ↑  Sumption 1999, pp. 153–154.
27. ↑  Sumption 1999, pp. 154–155.
28. ↑  Curry 2002, p. 40.
29. ↑  Sumption 1999, pp. 168, 175.
30. ↑  Sumption 1999, p. 175.
31. ↑  Wagner 2006a, p. 95.
32. ↑  Burne 1999, p. 252.
33. ↑  Madden 2014, pp. 190, 201, 209.
34. ↑  Wagner 2006a, p. 96.
35. ↑  Rogers 1994, p. 101.
36. ↑  Burne 1999, p. 258.
37. ↑  Sumption 1999, pp. 191–192.
38. ↑  Burne 1999, p. 259.
39. ↑  Curry 2002, p. 43.
40. ↑  Sumption 1999, pp. 191–193.
41. ↑  Sumption 1999, p. 192.
42. ↑  Madden 2014, p. 359.
43. ↑  Sumption 1999, p. 193.
44. ↑  Madden 2014, p. 347.
45. ↑  Sumption 1999, p. 102.
46. ↑  Sumption 1999, p. 111.
47. ↑  Sumption 1999, pp. 124–125.
48. ↑  Wagner 2006c, pp. 93–94.
49. ↑  Rogers 2014, pp. 332–334.
50. ↑  Rogers 2014, p. 334.
51. ↑  Rogers 2014, p. 341.
52. ↑  Rogers 2014, pp. 342, 344.
53. ↑  Rogers 2014, p. 345.
54. ↑  Fowler 1969, p. 152.
55. ↑  Burne 1999, pp. 265–267.
56. ↑  Rogers 2014, pp. 346–347.
57. ↑  Burne 1999, p. 268.
58. ↑  Fowler 1969, p. 153.
59. ↑  Rogers 2014, pp. 342, 345, 347.
60. ↑  Hoskins 2011, p. 128.
61. 1 2 3  Rogers 2014, p. 352.
62. ↑  Rogers 2014, pp. 353, 355.
63. ↑  Sumption 1999, pp. 225–226.
64. ↑  Green 2011, p. 51.
65. ↑  Hoskins 2011, pp. 141–142.
66. ↑  Rogers 2014, pp. 355–356.
67. ↑  Sumption 1999, p. 224.
68. 1 2  Fowler 1969, p. 154.
69. 1 2  Sumption 1999, p. 225.
70. ↑  Rogers 2014, pp. 356–359.
71. ↑  Sumption 1999, p. 227.
72. ↑  Sumption 1999, pp. 190, 227–228.
73. ↑  Rogers 2014, pp. 359–360.
74. ↑  Sumption 1999, p. 231.
75. ↑  Sumption 1999, pp. 210, 226.
76. ↑  Burne 1999, pp. 275–276.
77. ↑  Sumption 1999, p. 226.
78. 1 2  Rogers 2004, p. 107.
79. ↑  Sumption 1999, p. 233.
80. ↑  Fowler 1969, p. 156.
81. ↑  Rogers 2014, pp. 360–362.
82. ↑  Green 2013, p. 54.
83. ↑  Rogers 2014, p. 363.
84. 1 2  Rogers 2014, p. 362.
85. 1 2  Hoskins 2011, p. 158.
86. ↑  Sumption 1999, pp. 232–233.
87. 1 2  Jones 2019, p. 182.
88. ↑  Hoskins 2011, p. 159.
89. ↑  Rogers 2014, pp. 362–363.
90. ↑  Rogers 2014, pp. 363–364.
91. ↑  Hoskins 2011, p. 160.
92. ↑  Rogers 2014, pp. 364–366.
93. ↑  Hoskins 2011, pp. 160–161.
94. 1 2  Jones 2019, p. 184.
95. ↑  Rogers 2014, p. 366.
96. ↑  Livingstone & Witzel 2018, pp. 191–193, 201.
97. ↑  Rogers 2014, pp. 366–368.
98. ↑  Livingstone & Witzel 2018, p. 192.
99. 1 2  Rogers 2014, p. 368.
100. ↑  Hoskins 2011, p. 177.
101. 1 2  Jones 2019, p. 188.
102. ↑  Rogers 2014, pp. 367–372.
103. ↑  Nicolle 2004, p. 21.
104. ↑  Rogers 2014, p. 305.
105. ↑  Wagner 2006b, pp. 21–23.
106. ↑  Edge & Paddock 1988, pp. 68–83.
107. ↑  Mallett 1974, p. 37.
108. ↑  Mitchell 2008, p. 242.
109. ↑  Magier et al. 2017, pp. 73, 77, 81, 84.
110. ↑  Pratt 2010, p. 216.
111. 1 2 3 4 5  Rogers 2014, p. 379.
112. ↑  Rogers 1998, p. 239.
113. ↑  Strickland & Hardy 2011, pp. 31, 278–279.
114. ↑  Hoskins 2011, p. 179.
115. ↑  Livingstone & Witzel 2018, p. 41.
116. 1 2 3  Sumption 1999, p. 242.
117. ↑  Rogers 2014, p. 377.
118. 1 2 3 4 5 6  Rothero 1995, p. 11.
119. ↑  Edge & Paddock 1988, p. 88.
120. ↑  Nicolle 2004, p. 51.
121. ↑  Rothero 1995, pp. 39–40.
122. ↑  Livingstone & Witzel 2018, p. 61.
123. ↑  Magier et al. 2017, p. 70.
124. 1 2 3  Rogers 1998, p. 238.
125. ↑  Bachrach & Bachrach 2017, p. 236.
126. ↑  Rogers 2014, pp. 378–379, 381.
127. ↑  Green 2013, p. 41.
128. 1 2 3 4 5  Rogers 2014, p. 380.
129. ↑  Livingstone & Witzel 2018, p. 208.
130. ↑  Hoskins 2011, p. 180.
131. ↑  Nicolle 2004, p. 56.
132. ↑  Hoskins 2011, pp. 180–181.
133. ↑  Green 2013, pp. 39–40.
134. 1 2  Rogers 2014, pp. 376–377.
135. 1 2  Jones 2019, p. 187.
136. ↑  Green 2013, p. 42.
137. 1 2  Hoskins 2011, pp. 186–187.
138. ↑  Rogers 2014, p. 378.
139. ↑  Rogers 2014, pp. 377–378.
140. 1 2  Nicolle 2004, p. 61.
141. 1 2 3 4  Sumption 1999, p. 241.
142. ↑  Livingstone & Witzel 2018, pp. 211–212.
143. ↑  Hoskins 2011, p. 186.
144. 1 2 3 4 5 6 7 8  Hoskins 2011, p. 187.
145. ↑  Sumption 1999, p. 239.
146. ↑  Green 2013, p. 43.
147. 1 2 3  Green 2013, p. 44.
148. ↑  Livingstone & Witzel 2018, p. 214.
149. 1 2  Sumption 1999, p. 246.
150. ↑  Green 2013, pp. 52–53.
151. ↑  Hoskins 2011, p. 192.
152. 1 2 3  Livingstone & Witzel 2018, p. 215.
153. ↑  Nicolle 2004, p. 65.
154. ↑  Hoskins 2011, pp. 187–188.
155. ↑  Nicolle 2004, pp. 65–66.
156. 1 2  Green 2013, pp. 44–45.
157. ↑  Livingstone & Witzel 2018, pp. 215–216.
158. ↑  Nicolle 2004, p. 66.
159. 1 2 3 4  Hoskins 2011, p. 188.
160. ↑  Rogers 2014, pp. 380, 383.
161. 1 2  Rogers 2014, p. 381.
162. 1 2 3  Livingstone & Witzel 2018, p. 217.
163. ↑  Jones 2019, p. 189.
164. ↑  Green 2013, p. 45.
165. ↑  Hindley 1971, p. 93.
166. ↑  Rogers 2014, pp. 380–381.
167. ↑  King 2017, pp. 108–109.
168. 1 2  Rothero 1995, p. 69.
169. 1 2  Jones 2019, p. 190.
170. ↑  Jones 2019, pp. 189–190.
171. 1 2 3  Rogers 2014, p. 382.
172. 1 2 3  Hoskins 2011, p. 189.
173. ↑  Livingstone & Witzel 2018, p. 218.
174. ↑  Jones 2019, p. 191.
175. 1 2  Rogers 2014, pp. 382–383.
176. ↑  Hoskins 2011, pp. 188–189.
177. ↑  Rothero 1995, pp. 69, 72.
178. 1 2 3  Rogers 2014, p. 383.
179. ↑  Livingstone & Witzel 2018, p. 219.
180. ↑  Jones 2019, p. 192.
181. ↑  Rogers 2014, pp. 381, 383.
182. ↑  Rothero 1995, p. 77.
183. ↑  Kaeuper & Kennedy 1996, p. 11.
184. ↑  Kaeuper & Kennedy 1996, p. 12.
185. ↑  Livingstone & Witzel 2018, p. 220.
186. ↑  Kaeuper & Kennedy 1996, pp. 36–37.
187. 1 2 3  Rogers 2014, pp. 383–384.
188. ↑  Rothero 1995, p. 80.
189. ↑  Livingstone & Witzel 2018, p. 221.
190. 1 2  Rothero 1995, pp. 79–80.
191. 1 2  Sumption 1999, p. 247.
192. 1 2  Hoskins 2011, pp. 191–192.
193. 1 2  Rogers 2014, p. 384.
194. 1 2  Given-Wilson & Bériac 2001, pp. 803–804.
195. ↑  Kaeuper & Kennedy 1996, p. 3.
196. ↑  Hoskins 2011, p. 191.
197. ↑  Green 2013, p. 47.
198. ↑  Hoskins 2011, p. 193.
199. ↑  Sumption 1999, p. 248.
200. ↑  Hoskins 2011, p. 197.
201. ↑  Rogers 2014, p. 348.
202. ↑  Sumption 1999, pp. 250, 267, 271, 274.
203. 1 2  Green 2011, p. 62.
204. ↑  Rogers 2014, pp. 393, 395.
205. ↑  Hoskins 2011, p. 201.
206. ↑  Hoskins 2011, p. 202.
207. ↑  Wagner 2006e.
208. ↑  Green 2011, pp. 62–63.
209. ↑  Curry 2002, p. 45.
210. ↑  Hoskins 2011, p. 203.
211. ↑  Rogers 2014, pp. 414–416.
212. ↑  Rogers 2014, p. 292.
213. ↑  Sumption 1999, pp. 135–136, 447.
214. ↑  Rogers 1994, p. 102.
215. ↑  Curry 2002, pp. 46, 91.